# Pródico
Pródico de Ceos (em grego clássico: Πρόδικος, Pródikos, nascido ca. 465 ou 450 a.C.) foi um filósofo grego do primeiro período do movimento sofista, conhecido como o "precursor de Sócrates". Ele ainda era vivo em 399 a.C.
Veio a Atenas como embaixador de Ceos, e tornou-se conhecido como orador e professor. Do mesmo modo que Protágoras, almejava treinar seus pupilos para assuntos domésticos e civis; mas enquanto Protágoras focalizava seu ensino principalmente em disciplinas como retórica e estilo, Pródico fazia da ética disciplina proeminente em seu currículo. E em ética ele era um pessimista. Embora tenha dispensado seus deveres civis a despeito de um físico frágil, ele enfatizava as dores da vida e advogava, contudo, não por uma resignação desesperançosa, mas, antes disso, pela cura encontrada no trabalho, tomando como modelo Hércules — a incorporação da atividade viril.
Sua visão a respeito da origem da crença nos deuses era notavelmente moderna. Ele propunha que o homem primeiro adorava as grandes forças que beneficiavam a humanidade (comparando a adoração do Nilo), e após este estágio inicial, os homens que haviam realizado proezas e serviços para a humanidade eram deificados. Contudo, Pródico não pode ser considerado como um ateísta, pois mesmo o panteísta Zenão resguardava boa opinião dele.
De sua filosofia natural sabe-se apenas o título de seus tratados Da Natureza e Da Natureza do Homem. Seu interesse principal era buscar precisão no uso das palavras. Diz-se que Theramenes, Eurípedes e Isócrates foram discípulos de Pródico. Por seus sucessores imediatos ele foi estimado de modos variados: Platão, por exemplo, satiriza-o em seus primeiros diálogos.